# 胡振元
胡振元（1928年—），男，江苏常熟人，中国有机分析化学家。曾任中国科学院上海有机化学研究所研究员，中国化学会理事。